# Cork Metropolità
Cork Metropolità (gaèlic irlandès Uirbeach Chorcaí) és un terme no oficial que es refereix als barris, ciutats satèl·lits i hinterland rural que envolta la ciutat de Cork, a la Irlanda. El terme va ser utilitzat en el Pla Estratègic de l'Àrea de Cork per referir-se a la zona on el mercat de treball i de la propietat és compartida amb la ciutat. El pla declara que es concep com una àrea amb "un sistema de transport integrat, i les instal·lacions socials, culturals i educatives d'una ciutat europea moderna". Cork Metropolità és l'eix central del treball a l'àrea del Gran Cork.
El terme és vagament definit, però s'ha pres per a incloure la ciutat de Cork, els seus suburbis i les ciutats de Ballincollig, Blarney, Carrigaline, Carrigtwohill, Cobh, Crosshaven, Glanmire, Glounthaune, Midleton, Monkstown, Passage West i Ringaskiddy

## Població
| Any  | Població Ciutat de Cork | Població Cork Metropolità | Població Gran Cork                      |                                         |
| ---- | ----------------------- | ------------------------- | --------------------------------------- | --------------------------------------- |
| 2000 | 123,810                 | —                         | 251,510                                 | 345,100                                 |
| 2001 | 123,600                 | —                         | 253,000                                 | —                                       |
| 2002 | 123,062†                | 186,239†                  | —                                       | —                                       |
| 2006 | 119,418†                | 274,000                   | 370,900 (L) - 377,000 (M) - 380,400 (H) |                                         |
| 2011 | 119,230                 | —                         | 399,216                                 | 379,600 (L) - 397,800 (M) - 409,000 (H) |
| 85%  |                         |                           |                                         |                                         |